# داون‌تاون، ویچیتا
داون‌تاون (به انگلیسی: Downtown Wichita) یک منطقهٔ مسکونی در ایالات متحده آمریکا است که در کانزاس واقع شده‌است. داون‌تاون ۱٬۵۱۴ نفر جمعیت دارد و ۳۹۵٫۹۴ متر بالاتر از سطح دریا واقع شده‌است.